# 田辺哲
田辺 哲（たなべ あきら、1923年6月1日 - 2004年4月21日）は、日本の経営者。宝酒造社長、会長を務めた。

## 経歴
広島県出身。1949年に京都大学法学部を卒業し、同年に宝酒造に入社。
1965年5月に取締役に就任し、1970年5月に常務、1977年6月に専務、1985年6月に副社長を経て、1988年6月には社長に就任。1993年6月に会長に就任し、1997年6月から相談役を務めた。
1985年11月に藍綬褒章を受章し、1993年11月に勲三等瑞宝章を受章。
2004年4月21日急性呼吸不全のために死去。80歳没。